# Иван Златев (физик)
Вижте пояснителната страница за други личности с името Иван Златев.
Иван Стоянов Златев е виден български физик, дългогодишен председател на Дружеството на физиците в България, професор с научни приноси основно в областта на термодинамиката и квантовата теория на полето.

## Биография
Роден е на 22 август 1926 г. в Бургас. Завършва физика в Софийския университет. Непосредствено след завършването си започва аспирантура при акад. Асен Дацев. Защитава дисертация на тема „Многослойна задача на Стефан с нелинейни гранични условия“.
През 1952 г. става асистент в Софийския университет. През 1957-1959 г. е на специализация в Обединения институт за ядрени изследвания (ОИЯИ) в Дубна, СССР, където работи в областта на квантовата теория на полето под ръководството на акад. Николай Боголюбов.
През 1961 г. е избран за доцент в Софийския университет. През 1979 г. става доктор на физическите науки с дисертация по квазивероятностни разпределения в квантовата механика. През 1980 г. е избран за професор в Софийския университет.
Умира на 31 юли 2006 г.

## Административни длъжности
- 1964-1972 Декан на Физическия факултет на СУ.
- 1978-1979 Заместник-ректор по научноизследователската работа на СУ.
- 1979-1983 Заместник-директор на ОИЯИ – Дубна.
- 1984-1994 Ръководител катедра Теоретична физика на Физическия факултет на СУ.

## Признание и награди
През 1976 г. заедно с Пьотр Исаев получава наградата на ОИЯИ за трудовете си по физика на π-мезоните.